# Karyn Parsons
Karyn Parsons (Los Angeles, 8 oktober 1966) is een Amerikaanse actrice. Ze is vooral bekend van haar rol van de rijkeluisdochter Hilary Banks uit de komedieserie The Fresh Prince of Bel-Air uit het begin van de jaren negentig.

## Privéleven
Parsons trouwde op 14 februari 2003 met regisseur Alexandre Rockwell. Ze kregen twee kinderen. Parsons was eerder getrouwd met acteur Randy Brooks.

## Filmografie
- Static Shock televisieserie - Tracy (Afl., Static Shaq, 2002)
- 13 Moons (2002) - Lily
- The Job televisieserie - Toni (Afl. onbekend, 2001-2002)
- The Ladies Man (2000) - Julie Simmons
- Linc's televisieserie - Elaine (Afl., Dog Day Afternoon, 1999)
- Melrose Place televisieserie - Jackie Zambrano (2 afl., 1999)
- Mixing Nia (1998) - Nia
- Lush Life televisieserie - Margot Hines (Afl. onbekend, 1996)
- The Fresh Prince of Bel-Air televisieserie - Hilary Banks (146 afl., 1990-1996)
- Gulliver's Travels (televisiefilm, 1996) - Lady-in-Waiting
- The John Larroquette Show televisieserie - Annie (Afl., Several Unusual Love Stories, 1995)
- Major Payne (1995) - Emily Walburn
- Out All Night televisieserie - Hilary Banks (Afl., The Great Pretender, 1992)
- Class Act (1992) - Ellen
- Blossom televisieserie - Hilary (Afl., Wake Up Little Suzy, 1992)
- CBS Summer Playhouse televisieserie - Lynette (Afl., Roughhouse, 1988)
- Hunter televisieserie - Elizabeth Childs (Afl., Renegade, 1988)
- Death Spa (1988) - Brooke
- The Bronx Zoo televisieserie - Student #2 (Afl., The Power of a Lie, 1987)
- The Bronx Zoo televisieserie - Girl (Afl., Changes, 1987)